# Europastraße 903
Die Europastraße 903 (kurz: E 903) ist eine Europastraße in Spanien.

## Verlauf
Die Europastraße 903 beginnt in Mérida und endet in Alicante.